# Cacia semilactea
Cacia semilactea là một loài bọ cánh cứng trong họ Cerambycidae.